# Kościół Wniebowzięcia Najświętszej Maryi Panny w Niewiadowie
Kościół Wniebowzięcia Najświętszej Maryi Panny w Niewiadowie – katolicki kościół filialny zlokalizowany we wsi Niewiadowo w gminie Goleniów, w powiecie goleniowskim (województwo zachodniopomorskie). Jest filią parafii św. Katarzyny w Goleniowie.

## Historia i architektura
Murowany z cegły kościół wzniesiony został w 1836 roku w stylu neogotyckim. W 3. ćwierci XIX wieku został rozbudowany. Orientowany, rozplanowany został na rzucie prostokąta, z trójbocznie zamkniętym prezbiterium od strony wschodniej. W 1905 roku od strony zachodniej dobudowano kwadratową, dwukondygnacyjną wieżę, zwieńczoną ośmiobocznym hełmem. Nawa nakryta jest dwuspadowym dachem. Po bokach prezbiterium dostawione są dwie przybudówki.
Wnętrze kościoła nakrywa drewniane sklepienie beczułkowe. Z XIX-wiecznego wyposażenia zachowała się neogotycka, wsparta na ośmiobocznym słupie ambona ze schodkowym wejściem, mensa ołtarzowa i ławki. Nad wejściem znajduje się empora chórowa. Pochodzący z niej prospekt organowy został przerobiony na nadstawę ołtarzową. W oknach prezbiterium znajdują się trzy witraże z końca XIX wieku, ufundowane przez Karla von Flemminga. 
Po II wojnie światowej kościół został konsekrowany jako świątynia katolicka w dniu 8 maja 1952 roku przez ks. Franciszka Włodarczyka TChr.